# Theodor Lundgren
Wilhelm Theodor Lundgren (i riksdagen kallad Lundgren i Strömstad), född 1 oktober 1837 i Strömstad, död 7 april 1915 i Strömstad, var en svensk kommunalpolitiker, riksdagsman och författare i ekonomiska ämnen.
Lundgren var tobaksfabrikör i Strömstad 1866–1901 och även verksam där som handelsman och skeppsredare. Han var styrelseledamot i Strömstads sparbank och i Göteborgsbankens avdelningskontor 1874–1901 samt från 1905. I sin hemstad fungerade Lundgren även som vice konsul för Danmark, Nederländerna och Storbritannien.
Lundgren var som stadsfullmäktiges ordförande och landstingsman 1870–1909 en flitig främjare av Strömstads intressen. Han var ledamot av riksdagens andra kammare för Uddevalla, Strömstads, Marstrands och Kungälvs valkrets 1881 samt för Uddevalla och Strömstads valkrets 1898–1902.